# Feldberger Seenlandschaft
Feldberger Seenlandschaft é um município da Alemanha, situado no distrito de Mecklenburg-Strelitz do estado de Mecklemburgo-Pomerânia Ocidental. Feldberger Seenlandschaft é um município livre (em alemão: amtsfreie Gemeinde), não pertencendo a um Amt. O município foi criado em 13 de junho de 1999 através da reunião da cidade de Feldberg com os municípios Conow, Dolgen, Lichtenberg e Lüttenhagen. Com quase 200 km² de área, é o maior município no estado de Mecklemburgo-Pomerânia Ocidental.
A sede do município localiza-se em Feldberg, agora bairro de Feldberger Seenlandschaft.

## Organização administrativa
Fazem parte do município os bairros seguintes (em alemão: Ortsteile):
Cantnitz, Carwitz, Conow, Dolgen Siedlung, Feldberg, Gräpkenteich, Hasselförde, Hochfeld, Hohenwippel, Koldenhof, Köllershof, Krumbeck, Labee, Lichtenberg, Laeven, Lüttenhagen, Mechow, Neubrück, Neugarten, Neuhof, Rosenhof, Schlicht, Schönhof, Tornowhof, Triepkendorf, Waldsee, Weitendorf, Wendorf, Wittenhagen e Wrechen.

## Brasão
O município não está usando um brasão. A esquerda, o brasão da antiga cidade de Feldberg.